# Gunnel Gustafsson
Rut Inez Gunnel Gustafsson, född Westerlund 4 juli 1943 i Norsjö församling, Västerbottens län, är en svensk statsvetare.
Gunnel Gustafsson, som är dotter till virkesmätare Hjalmar Westerlund och Agnes Brändström, blev filosofie kandidat 1967, filosofie licentiat 1970, filosofie doktor i statsvetenskap vid Umeå universitet 1972 med avhandlingen Strukturomvandling och politisk socialisation, docent 1976, ordinarie universitetslektor 1977 och utnämndes 1987 – som första svenska kvinna – till professor i statsvetenskap, och efterträdde samtidigt Per-Erik Back som ämnesföreträdare vid Statsvetenskapliga institutionen. Hon var ordförande i Statsvetenskapliga förbundet 1978–1980 och ledamot av Humanistisk-samhällsvetenskapliga forskningsrådet 1980–1986.
Gustafssons forskning har framför allt varit inriktad på skandinavisk politik och policy, genusperspektiv på globalisering och demokrati samt politisk kultur.
Åren 2000–2004 var hon prorektor vid Umeå universitet, sedan biträdande generaldirektör för Vetenskapsrådet (2005–2010), varefter hon blev chef för Nordforsks sekretariat i Oslo.
I efterdyningarna av tsunamin i Sydostasien 2004 var hon ledamot av Katastrofkommissionen.

## Publikationer (i urval)
- Gustafsson, Gunnel (1975). Rekrytering till politiska poster i Sverige. Politik, 0349-5620 ; 1975:3. Umeå: Univ. Libris 899953
- Gustafsson, Gunnel (1987). Decentralisering av politisk makt: en studie av svensk byråkrati i kontakt med sin omvärld. Stockholm: Carlsson. Libris 8376606. ISBN 91-7798-150-2
- Gustafsson, Gunnel; Lidström Anders (1989). Handlingsutrymme i skolans värld: förutsättningar för förverkligande av politiska mål i ett decentraliserat system. Vad säger forskningen?, 0282-7530 ; 89:2. Stockholm: Skolöverstyr. Libris 7656638. ISBN 91-7662-571-0
- Gustafsson, Gunnel; Eduards Maud, Rönnblom Malin (1997) (på engelska). Towards a new democratic order?: women's organizing in Sweden in the 1990s. Publica, 0346-6388. Stockholm: Publica. Libris 8351982. ISBN 91-39-10133-9